# Kabaret Limo
Kabaret Limo – grupa kabaretowa z Gdańska, założona w 1999 roku z inicjatywy Abelarda Gizy i Marcina Kulwikowskiego. 22 kwietnia 2014 grupa poinformowała na swoim oficjalnym profilu na Facebooku, iż zamierza zakończyć działalność z dniem 31 grudnia 2014, zaś jej członkowie zajmą się innymi projektami. Ostatnie dwa koncerty grupy odbyły się 31 grudnia w Teatrze Palladium w Warszawie, zaś 1 stycznia 2015 na antenie TVP2 została wyemitowana wersja telewizyjna pożegnalnego programu kabaretu.

## Skład
Ostatni skład:
- Ewa Błachnio (w kabarecie od 2000 roku, w 2001 otrzymała nagrodę dla najlepszej aktorki na Lidzbarskich Biesiadach Humoru i Satyry w Lidzbarku Warmińskim),
- Abelard Giza (w kabarecie od samego początku) – autor tekstów, reżyser,
- Wojciech Tremiszewski (w kabarecie od 2005 roku),
- Szymon Jachimek (w kabarecie od 2001 roku) – autor tekstów piosenek.

## Ważniejsze nagrody
- 2011 Rybnicka Jesień Kabaretowa „Ryjek” – Złote Koryto Tajnego Jurora, a także II miejsce w Głosowaniu Publiczności oraz II miejsce w Konkursie Głównym
- 2008 Rybnicka Jesień Kabaretowa „Ryjek” – Złote Koryto i Koryto Publiczności
- 2006 PaKA (Kraków) – I miejsce (jednogłośną decyzją jury)
- 2005 Trybunały Kabaretowe (Piotrków Trybunalski) – Grand Prix
- 2005 Lidzbarskie Biesiady Humoru i Satyry – Grand Prix
- 2004 Mulatka (Ełk) – I miejsce
- 2004 PaKA (Kraków) – I miejsce, Nagroda Publiczności
- 2002 Wyjście z Cienia (Gdańsk) – Grand Prix
- 2002 Lidzbarskie Biesiady Humoru i Satyry – I miejsce
- 2001 Wyjście z Cienia (Gdańsk) – nagroda aktorska
- 2001 Lidzbarskie Biesiady Humoru i Satyry – II miejsce
- 2001 PaKA (Kraków) – I miejsce, Nagroda Publiczności
- 1999 Wyjście z Cienia (Gdańsk) – Nagroda Publiczności

## Kontrowersje
W marcu 2013 roku Krajowa Rada Radiofonii i Telewizji nałożyła karę finansową na Telewizję Polską w wysokości 5000 zł za przekroczenie granicy swobody wypowiedzi. Kara dotyczyła występu Abelarda Gizy z kabaretu Limo wyemitowanym 8 marca w programie Dzięki Bogu już weekend „Tylko dla dorosłych”, który w swoim skeczu, żartując z papieża, miał urazić uczucia religijne widzów.